# Ciocârlia (film din 1955)
Ciocârlia este un film documentar românesc din 1955, regizat de Ion Bostan.

## Primire
Filmul a fost vizionat de 1.688.254 de spectatori în cinematografele din România, după cum atestă o situație a numărului de spectatori înregistrat de filmele românești de la data premierei și până la data de 31 decembrie 2014 alcătuită de Centrul Național al Cinematografiei.